# Pontus Norgren

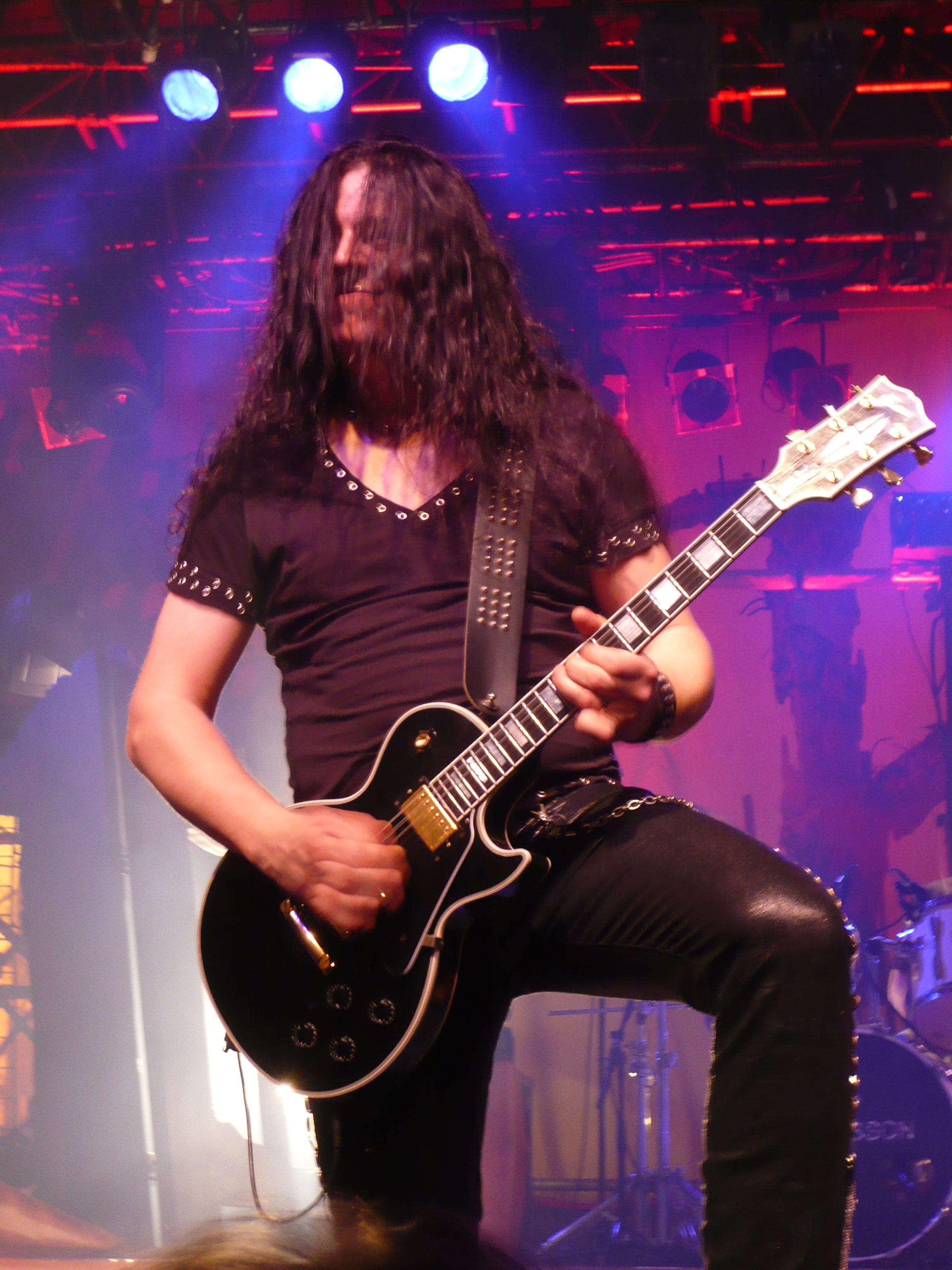
Pontus Norgren

Karl Pontus Norgren, född 22 april 1968 i Västerhaninge, är en svensk musiker, musikproducent och ljudtekniker. Han är känd som gitarrist i banden Great King Rat, The Poodles och Hammerfall.
Norgrens karriär började tidigt, redan i tonåren startade han bandet Odessa tillsammans med bland annat basisten Peter Wilén och Jesper Kviberg på trummor. Som artonåring blev han erbjuden platsen som gitarrist i det tyska hårdrockbandet Accept efter att de hört honom spela, när de insåg hur ung han var gick dock platsen till en annan.[källa behövs]
Odessa splittrades i början av 1990-talet och Pontus bildade bandet Great King Rat tillsammans med Leif Sundin, Mikael Höglund, Anders Fästader och Thomas Broman. Från 2000-talet jobbade Pontus främst som ljudtekniker och producent, han jobbade med band som Europe, Candlemass, Thin Lizzy och Royal Hunt. Han spelade även i det svenska undergroundbandet Zan Clan. 2006 hoppade han av bandet tillsammans med basisten Pontus Egberg från samma band för att spela med pudelrockbandet The Poodles, som deltog i Melodifestivalen 2006. Bandet slutade som fyra i den stora finalen i Globen. 
2008 hoppade Pontus Norgren av The Poodles för att börja som gitarrist i bandet Hammerfall. 2009 släppte han sin första skiva No Sacrifice, No Victory med bandet.

## Diskografi
- 2000 – Damage Done